# 이웃집 스타
"이웃집 스타"는 2017년에 개봉한 대한민국의 영화이다.

## 캐스팅
- 한채영 : 한혜미 역
- 진지희 : 한소은 역
- 김보미 : 박영숙 / 할머니 역
- 안지환 : 우영덕 / 우 실장 역
- 임형준 : 김순덕 / 김 기자 역
- 유연미 : 미연 역
- 유해정 : 은하 역
- 정유진 : 나희 역
- 정도원 : 김정육 / 김 감독 역
- 유채목 : 미연 모 / 미향 모 역
- 김도원 : 사진작가 역
- 김현주 : 여중생 모델 역
- 박미애 : 여중생 모델 모 역
- 김리원 : 혜미 코디 역
- 성형진 : 학생주임 역
- 어단비 : 소속사 리포터 역
- 임서희 : 빌라 앞 기자 역
- 김동우 : 테니스장 남기자 역
- 김채현 : 테니스장 여기자 역
- 김지선 : 떡볶이 아줌마 역
- 이성재 : 권 선배 역
- 류혜성 : 김감독 직원 역
- 간지훈 : 김기자 동료 역
- 박하준 : 엘리베이터 초등학생 역
- 박우신 : 엘리베이터 초등학생 모 역
- 최장원 : 오디션 조감독 역
- 이한별 : 여고생 역
- 김진만 : 특종사무실 남 역
- 조성환 : 스텝 역
- 신상열 : 카메라맨 역
- 김태영 : 양 순경 역
- 이현학 : 로디 매니저 역
- 김성욱 : 화장실남자 역
- 신혜경 : 마트아줌마 1 역
- 배미경 : 마트아줌마 2 역
- 김진옥 : 테니스장 관중 1 역
- 최금숙 : 테니스장 관중 2 역
- 옥일재 : 테니스장 진행요원 역
- 임슬옹 : 갓지훈 역 (특별출연)
- 정인기 : 유 대표 역 (특별출연)
- 솔비 : 미향 역 (특별출연)
- 고명환 : 전코치 역 (특별출연)
- 이국주 : 라디오 DJ 역 (특별출연)